# Национальные военно-воздушные силы Анголы
Национальные военно-воздушные силы Анголы (порт. Força Aérea Nacional Angolana) — один из родов войск сухопутных войск Республики Ангола.
ВВС Анголы были созданы в 1976 году, после провозглашения независимости страны от Португалии, как Народные военно-воздушные силы/Воздушная и противовоздушная оборона (порт. Força Aérea Popular de Angola/Defesa Aérea e Antiaérea (FAPA/DAA)) в структуре ФАПЛА. В первые полтора десятилетия своего существования они получили значительную поддержку со стороны СССР и Кубы. Ангольские ВВС принимали участие в затяжной гражданской войне, завершившейся в 2002 году. ВВС Анголы занимают первое место в Тропической Африке по количеству боевых самолётов, хотя крайне сложно определить их реальную боеспособность.

## Организационная структура и боевой состав
В организационном плане ВВС Анголы включают шесть авиаполков: 21-й транспортных вертолетов (дислоцирован на ВВБ Луэна), 22-й боевых вертолетов (Уамбо), 23-й транспортных самолетов (Луанда), 24-й учебный (Менонге), 25-й истребительный (Куито), 26-й ударной авиации (Мосамедиш).
Данные о типе и количестве самолётов и вертолётов ВВС Анголы даны по данным «Aviation Week & Space Technology» на 2009 год с корректировками по состоянию на 2016 год. Дополнительно в 2017 году будут поставлены 12 Су-30К.
| Наименование                      | Тип                         | Количество            | Назначение                                   | Дислокация                 |
| 21-й вертолётный полк             | 21-й вертолётный полк       | 21-й вертолётный полк | 21-й вертолётный полк                        | 21-й вертолётный полк      |
| --------------------------------- | --------------------------- | --------------------- | -------------------------------------------- | -------------------------- |
| 1-я эск.                          | Aérospatiale AS.365 Dauphin | 10                    | многоцелевой вертолёт                        | Военный аэродром Луэна     |
| 1-я эск.                          | Bell 212                    | 8                     | многоцелевой вертолёт                        | Военный аэродром Луэна     |
| 1-я эск.                          | IAR-316B                    | 15                    | многоцелевой вертолёт                        | Военный аэродром Луэна     |
| 1-я эск.                          | SA 315B Lama                | 2                     | многоцелевой вертолёт                        | Военный аэродром Луэна     |
| 1-я эск.                          | SA 342M Gazelle             | 4                     | многоцелевой вертолёт                        | Военный аэродром Луэна     |
| 2-я эск.                          | Ми-8                        | 47                    | многоцелевой вертолёт                        | Военный аэродром Луэна     |
| 2-я эск.                          | Ми-17                       | 10                    | многоцелевой вертолёт                        | Военный аэродром Луэна     |
| 2-я эск.                          | Aérospatiale AS.532         | н/д                   | многоцелевой вертолёт                        | Военный аэродром Луэна     |
| 22-й вертолётный полк             |                             |                       |                                              |                            |
| 3-я эск.                          | Aérospatiale AS.565 AA/UA   | н/д                   | транспортно-боевой вертолёт                  | Военный аэродром Уамбо     |
| 3-я эск.                          | SA 342M Gazelle             | 3                     | многоцелевой вертолёт                        | Военный аэродром Уамбо     |
| 4-я эск.                          | Ми-25                       | 22                    | транспортно-боевой вертолёт                  | Военный аэродром Уамбо     |
| 4-я эск.                          | Ми-35                       | 22                    | транспортно-боевой вертолёт                  | Военный аэродром Уамбо     |
| 23-й военно-транспортный авиаполк |                             |                       |                                              |                            |
| 5-я эск.                          | Ан-2                        | н/д                   | многоцелевой самолёт                         | Военный аэродром Луанда    |
| 5-я эск.                          | Ан-12А/Б/БК                 | 7                     | военно-транспортный самолёт                  | Военный аэродром Луанда    |
| 5-я эск.                          | Ан-24РТ                     | 1                     | военно-транспортный самолёт                  | Военный аэродром Луанда    |
| 5-я эск.                          | Ан-26                       | 4                     | военно-транспортный самолёт                  | Военный аэродром Луанда    |
| 5-я эск.                          | Ан-28                       | н/д                   | транспортно-пассажирский самолёт             | Военный аэродром Луанда    |
| 5-я эск.                          | Ан-30А-100                  | 1                     | транспортно-пассажирский самолёт             | Военный аэродром Луанда    |
| 5-я эск.                          | Ан-32А                      | 6                     | военно-транспортный самолёт                  | Военный аэродром Луанда    |
| 5-я эск.                          | Ан-72 В/-100                | 7                     | военно-транспортный самолёт                  | Военный аэродром Луанда    |
| 5-я эск.                          | Ан-74                       | 1                     | транспортный самолёт                         | Военный аэродром Луанда    |
| 5-я эск.                          | CASA C-212-200              | 6                     | транспортный самолёт                         | Военный аэродром Луанда    |
| 5-я эск.                          | CASA C-212-300M             | 5                     | военно-транспортный самолёт                  | Военный аэродром Луанда    |
| 5-я эск.                          | Cessna 501                  | 1                     | пассажирский самолёт повышенной комфортности | Военный аэродром Луанда    |
| 5-я эск.                          | Dornier Do 27               | н/д                   | лёгкий транспортный самолёт                  | Военный аэродром Луанда    |
| 5-я эск.                          | Dornier Do 28C              | 1                     | транспортно-пассажирский самолёт             | Военный аэродром Луанда    |
| 5-я эск.                          | Dornier Do 228              | 1                     | транспортно-пассажирский самолёт             | Военный аэродром Луанда    |
| 5-я эск.                          | Embraer ERJ-135BJ           | 1                     | пассажирский самолёт повышенной комфортности | Военный аэродром Луанда    |
| 5-я эск.                          | IAR BN-2A-21                | 8                     | транспортно-пассажирский самолёт             | Военный аэродром Луанда    |
| 6-я эск.                          | / Ил-76ТД                   | 6                     | транспортный самолёт                         | Военный аэродром Луанда    |
| 6-я эск.                          | Boeing 707                  | н/д                   |                                              | Военный аэродром Луанда    |
| 6-я эск.                          | C-130K (L-100-20, L-100-30) | 3                     | военно-транспортный самолёт                  | Военный аэродром Луанда    |
| 7-я эск.                          | Aérospatiale AS.332         | н/д                   | патрульно-спасательный вертолёт              | Военный аэродром Луанда    |
| 7-я эск.                          | Boeing 707                  | н/д                   |                                              | Военный аэродром Луанда    |
| 7-я эск.                          | EMB 120                     | н/д                   | патрульный самолёт                           | Военный аэродром Луанда    |
| 7-я эск.                          | Embraer EMB 111             | 2                     | патрульный самолёт морской зоны              | Военный аэродром Луанда    |
| 7-я эск.                          | Fokker F27MPA               | 1                     | патрульный самолёт морской зоны              | Военный аэродром Луанда    |
| 24-й учебный авиаполк             |                             |                       |                                              |                            |
| 8-я эск.                          | Embraer EMB 312 Tucano      | 5                     | учебно-боевой самолёт                        | Военный аэродром Менонге   |
| 8-я эск.                          | L-39С                       | 2                     | учебно-боевой самолёт                        | Военный аэродром Менонге   |
| 8-я эск.                          | Pilatus PC-7                | 12                    | учебно-боевой самолёт                        | Военный аэродром Менонге   |
| 8-я эск.                          | Pilatus PC-9                | н/д                   | учебно-тренировочный самолёт                 | Военный аэродром Менонге   |
| 9-я эск.                          | МиГ-15УТИ                   | н/д                   | учебно-тренировочный самолёт                 | Военный аэродром Менонге   |
| 9-я эск.                          | Як-11                       | 6                     | учебно-тренировочный самолёт                 | Военный аэродром Менонге   |
| 9-я эск.                          | L-29                        | н/д                   | учебно-тренировочный самолёт                 | Военный аэродром Менонге   |
| 9-я эск.                          | Pilatus PC-6B               | 4                     | транспортно-пассажирский самолёт             | Военный аэродром Менонге   |
| 10-я эск.                         | Cessna 172                  | 3                     | транспортно-пассажирский самолёт             | Военный аэродром Менонге   |
| 10-я эск.                         | Zlin Z-42C                  | н/д                   | учебно-тренировочный самолёт                 | Военный аэродром Менонге   |
| 25-й истребительный авиаполк      |                             |                       |                                              |                            |
| 11-я эск.                         | МиГ-21-Ф-13                 | н/д                   | фронтовой истребитель                        | Военный аэродром Квито     |
| 11-я эск.                         | МиГ-21М                     | н/д                   | фронтовой истребитель                        | Военный аэродром Квито     |
| 11-я эск.                         | МиГ-21МФ                    | 18                    | истребитель-перехватчик                      | Военный аэродром Квито     |
| 11-я эск.                         | МиГ-21бис                   | н/д                   | фронтовой истребитель                        | Военный аэродром Квито     |
| 11-я эск.                         | МиГ-21У                     | 4                     | учебно-боевой самолёт                        | Военный аэродром Квито     |
| 12-я эск.                         | МиГ-23МЛ                    | 18                    | самолёт-истребитель                          | Военный аэродром Квито     |
| 12-я эск.                         | МиГ-23БН                    | 6                     | истребитель-бомбардировщик                   | Военный аэродром Квито     |
| 12-я эск.                         | МиГ-23УБ                    | 2                     | учебно-боевой самолёт                        | Военный аэродром Квито     |
| 13-я эск.                         | СУ-27СК                     | 6                     | истребитель-перехватчик                      | Военный аэродром Квито     |
| 13-я эск.                         | СУ-27УБК                    | 1                     | учебно-боевой самолёт                        | Военный аэродром Квито     |
| 26-й штурмовой авиаполк           |                             |                       |                                              |                            |
| 14-я эск.                         | Су-24МК                     | 1                     | фронтовой бомбардировщик                     | Военный аэродром Мосамедиш |
| 15-я эск.                         | Су-22М4                     | 8                     | истребитель-бомбардировщик                   | Военный аэродром Мосамедиш |
| 15-я эск.                         | Су-22УМ3К                   | 3                     | учебно-боевой самолёт                        | Военный аэродром Мосамедиш |
| 16-я эск.                         | Су-25К                      | 8                     | штурмовик                                    | Военный аэродром Мосамедиш |
| 16-я эск.                         | Су-25УБ                     | 2                     | учебно-боевой штурмовик                      | Военный аэродром Мосамедиш |

### Техника, снятая с вооружения
- МиГ-17
- МиГ-17Ф
- МиГ-19[5]

## Галерея

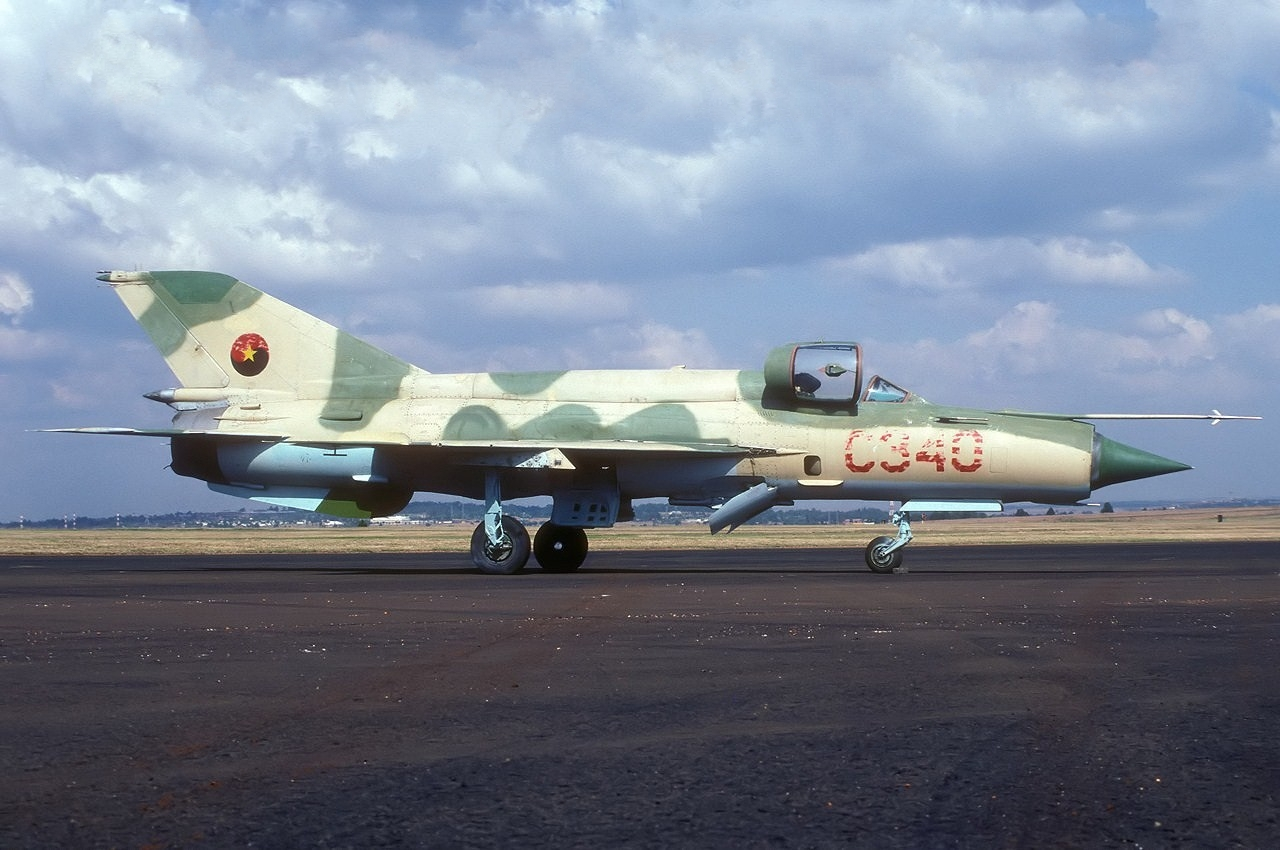
МиГ-21бис
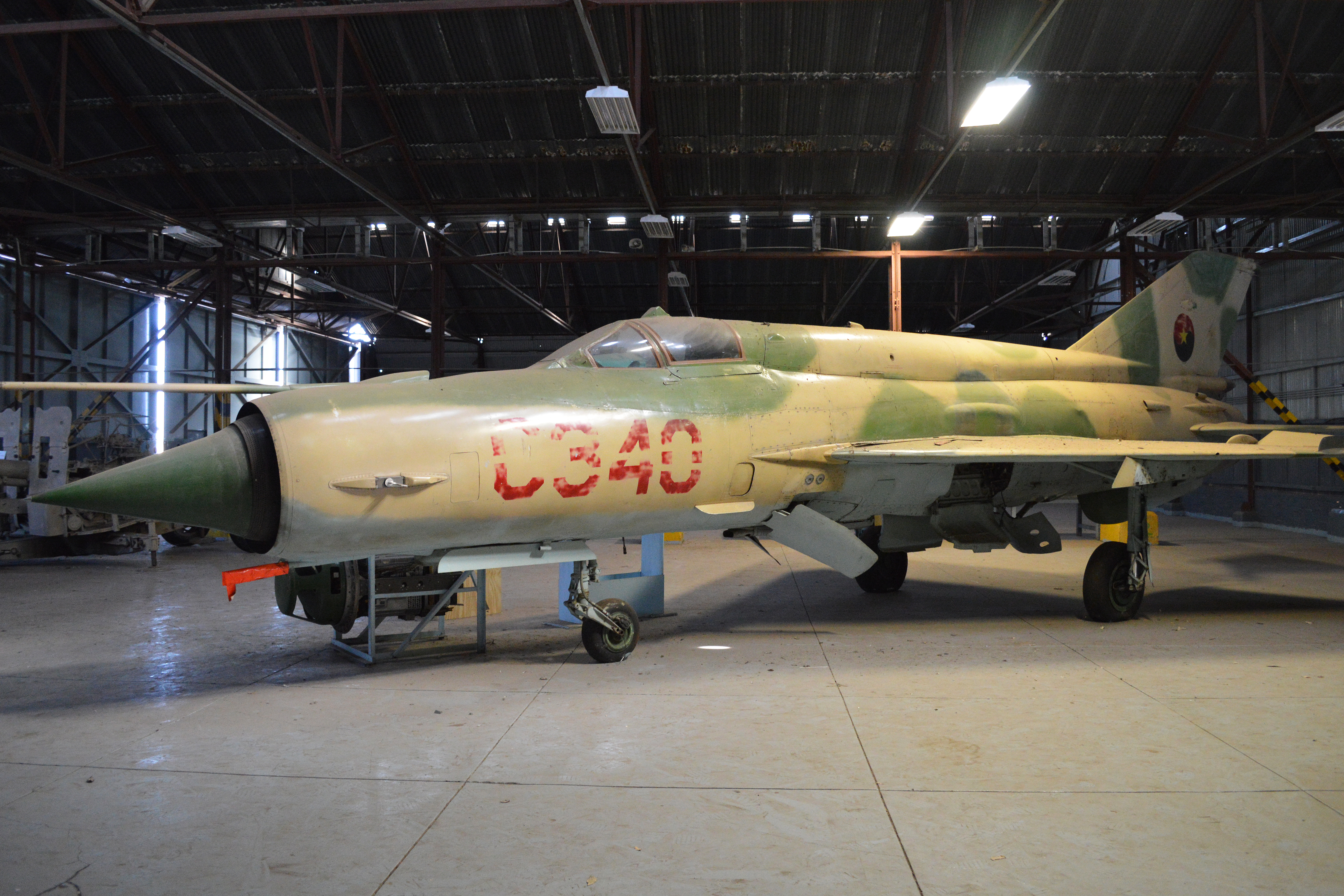
МиГ-21бис
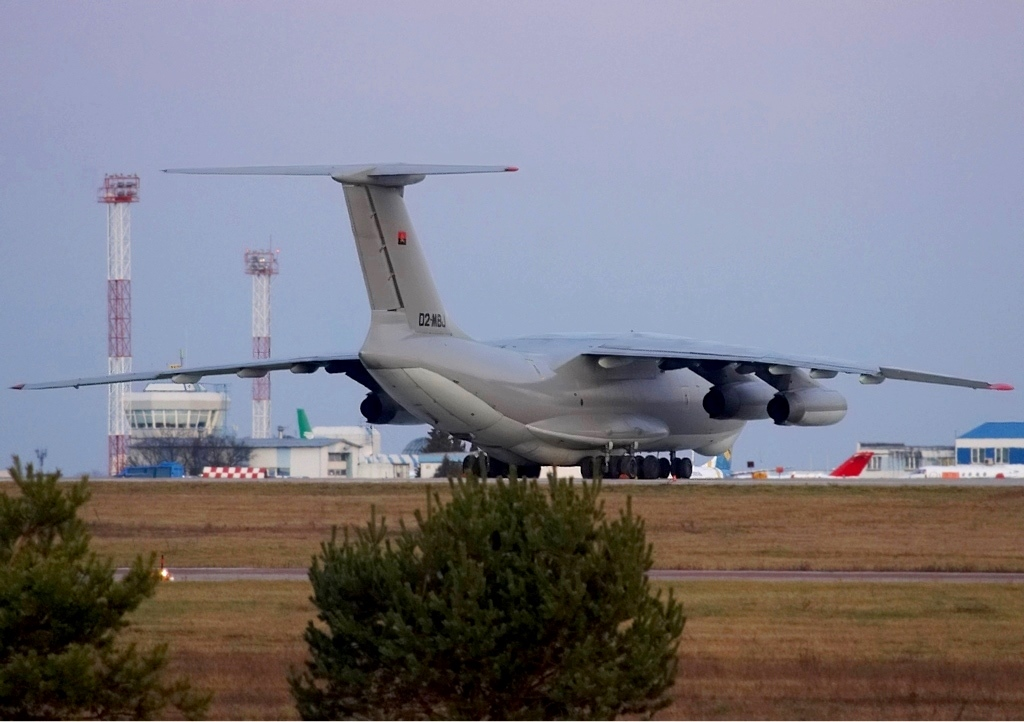
Ил-76ТД
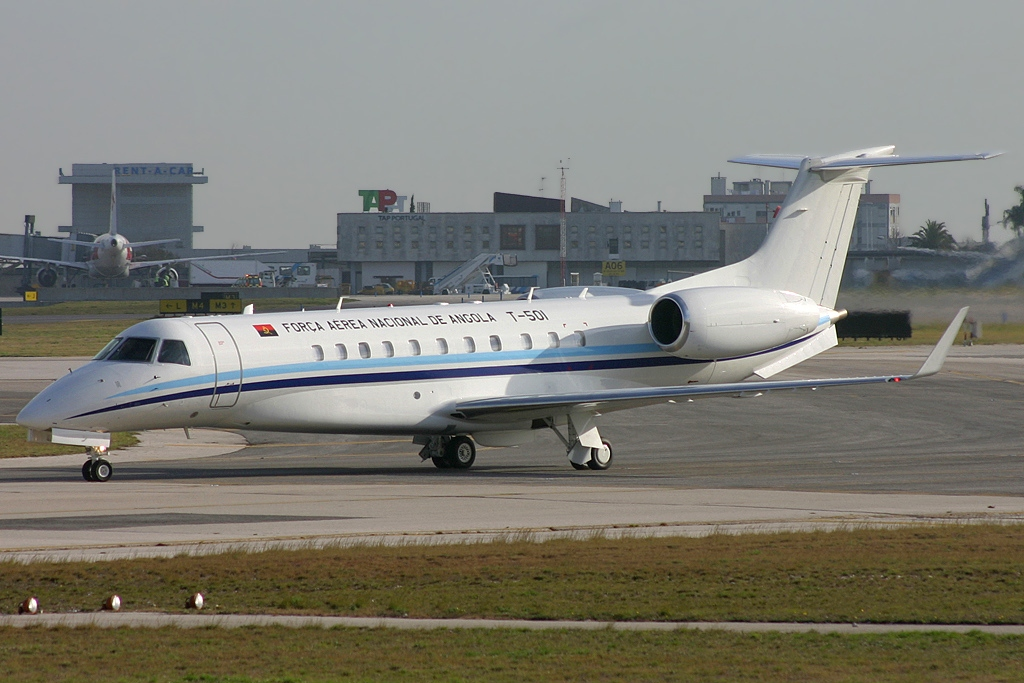
Embraer ERJ-135BJ Legacy
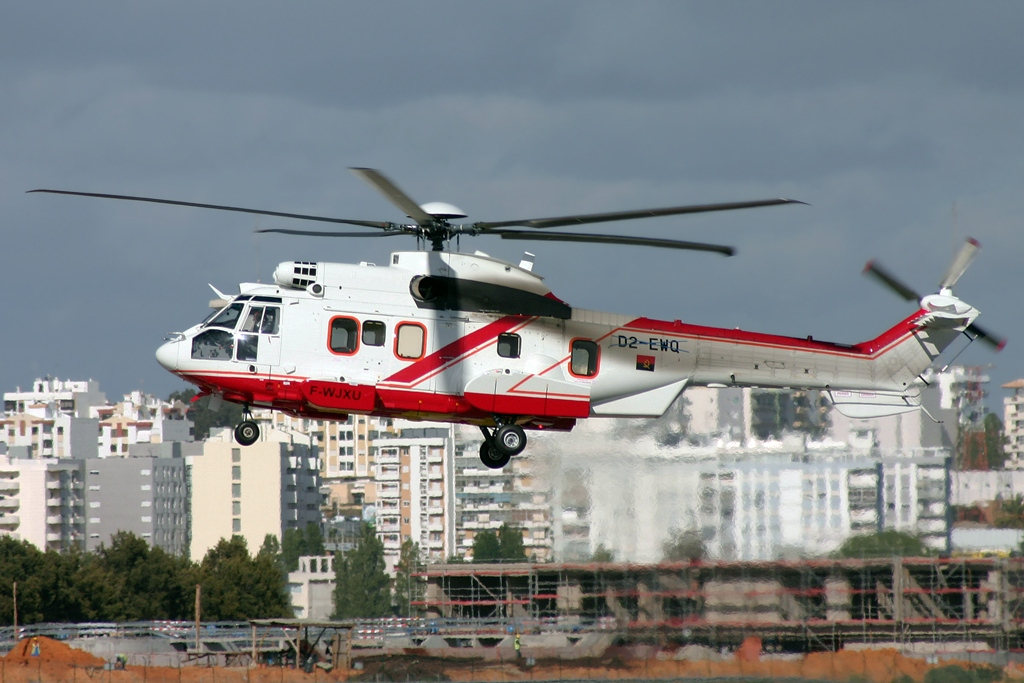
AS 332L2 Super Puma
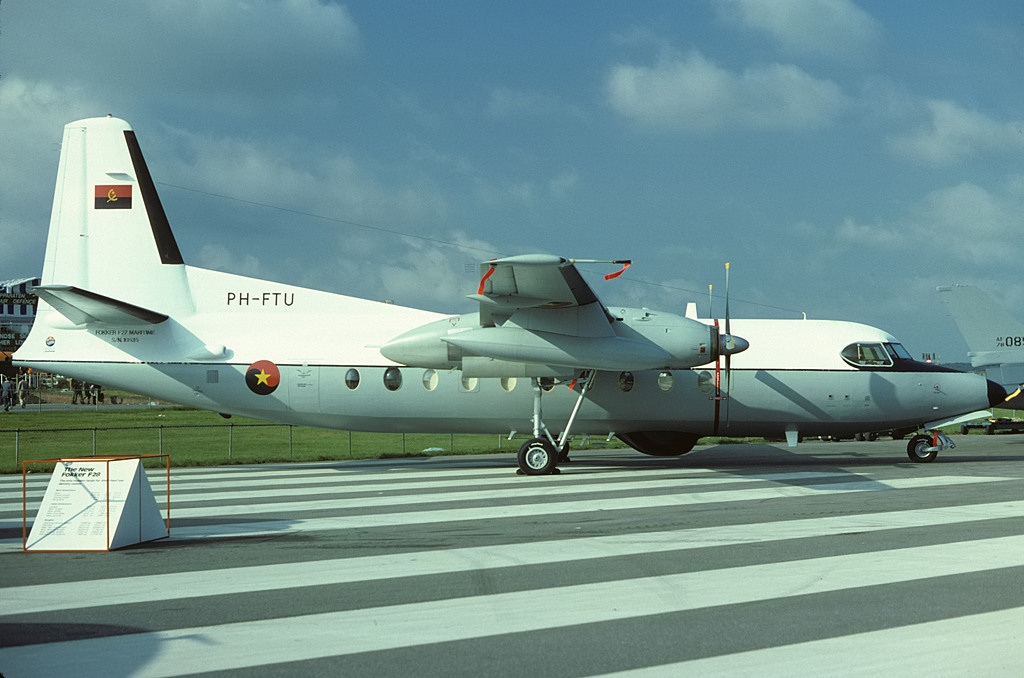
Fokker F-27
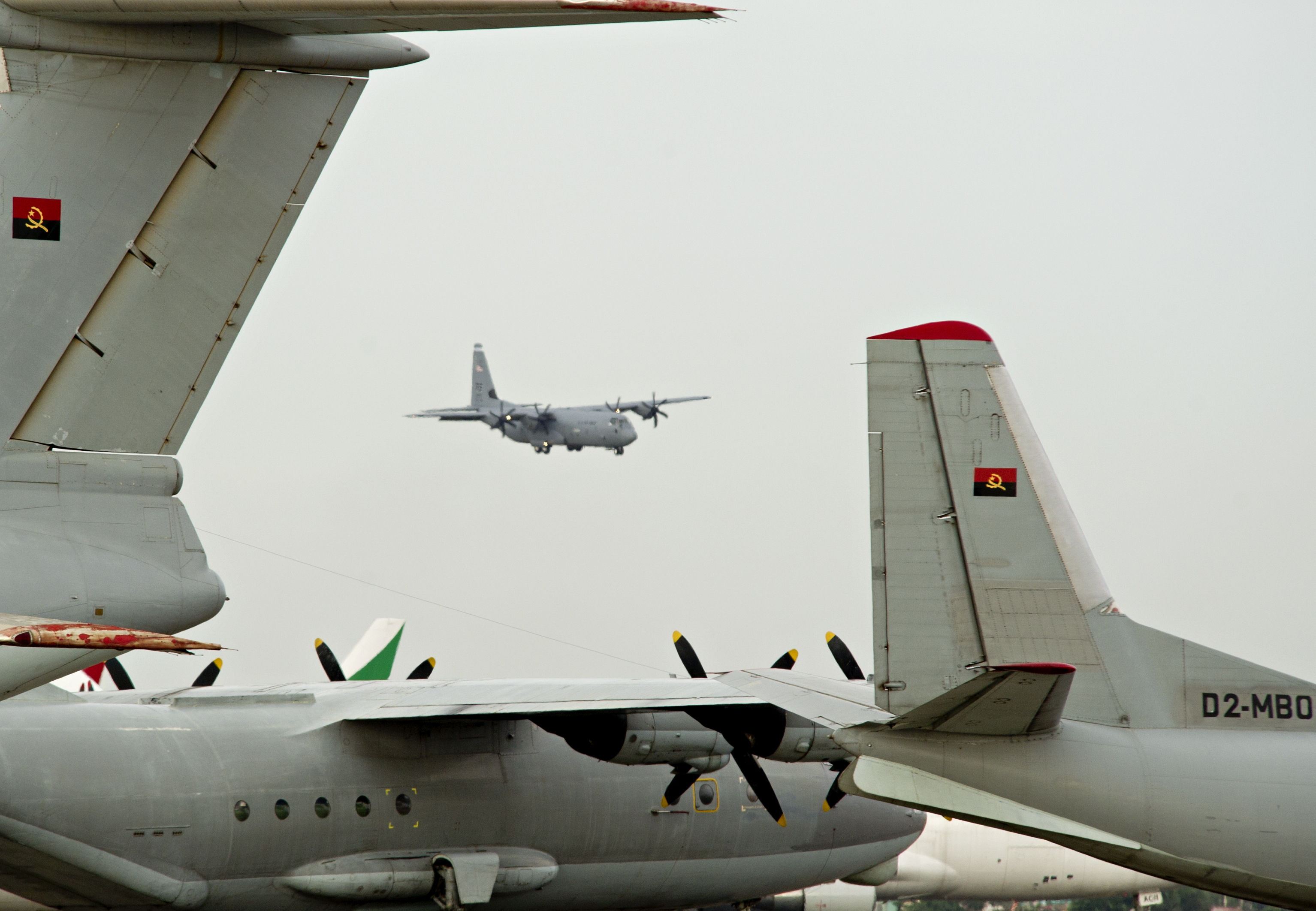
Ан-12, Ан-30А-100, Ил-76ТД и C-130 заходящий на посадку
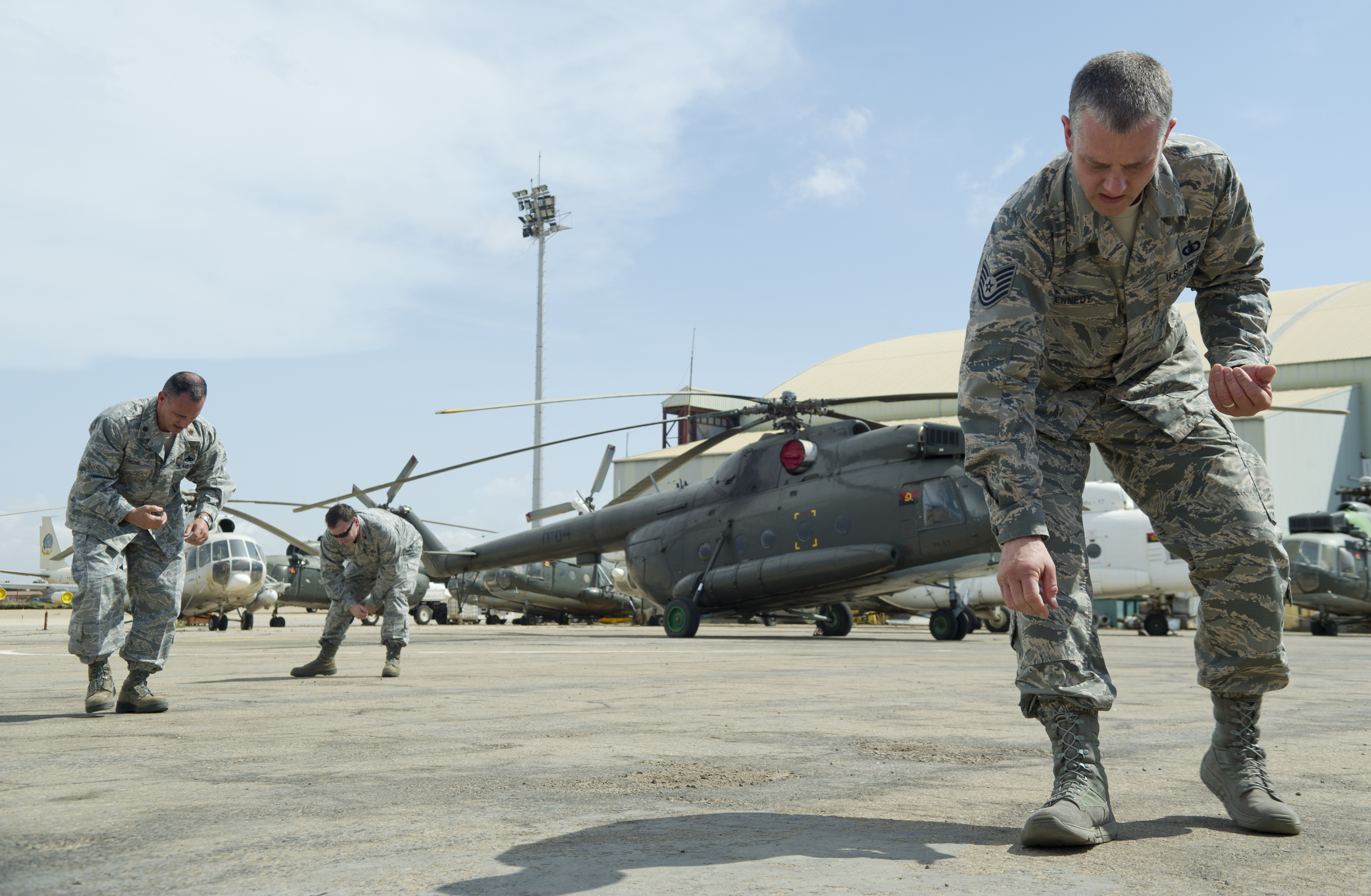
Авиабаза в Луанде и Ми-8
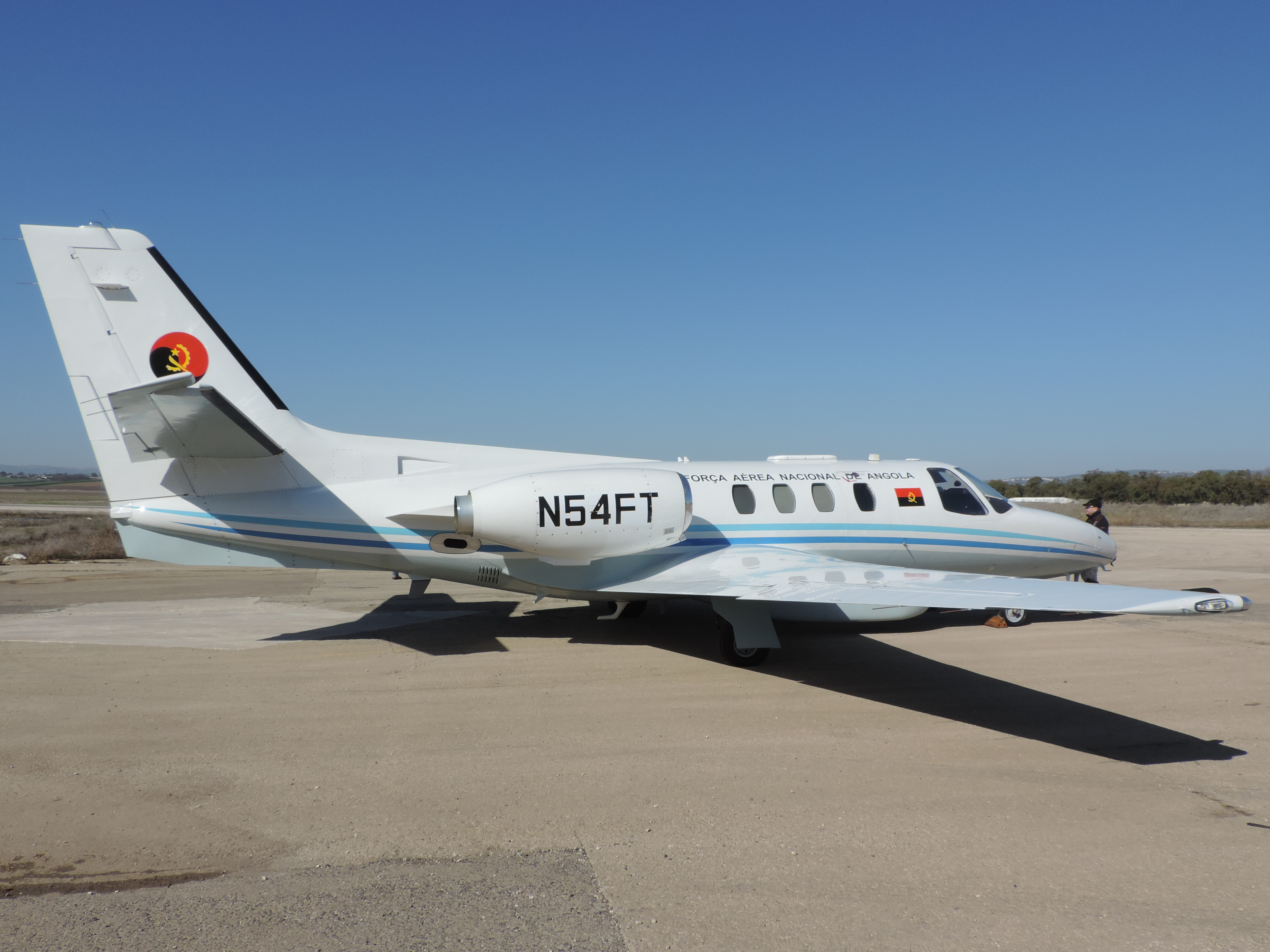
Cessna 501 Citation
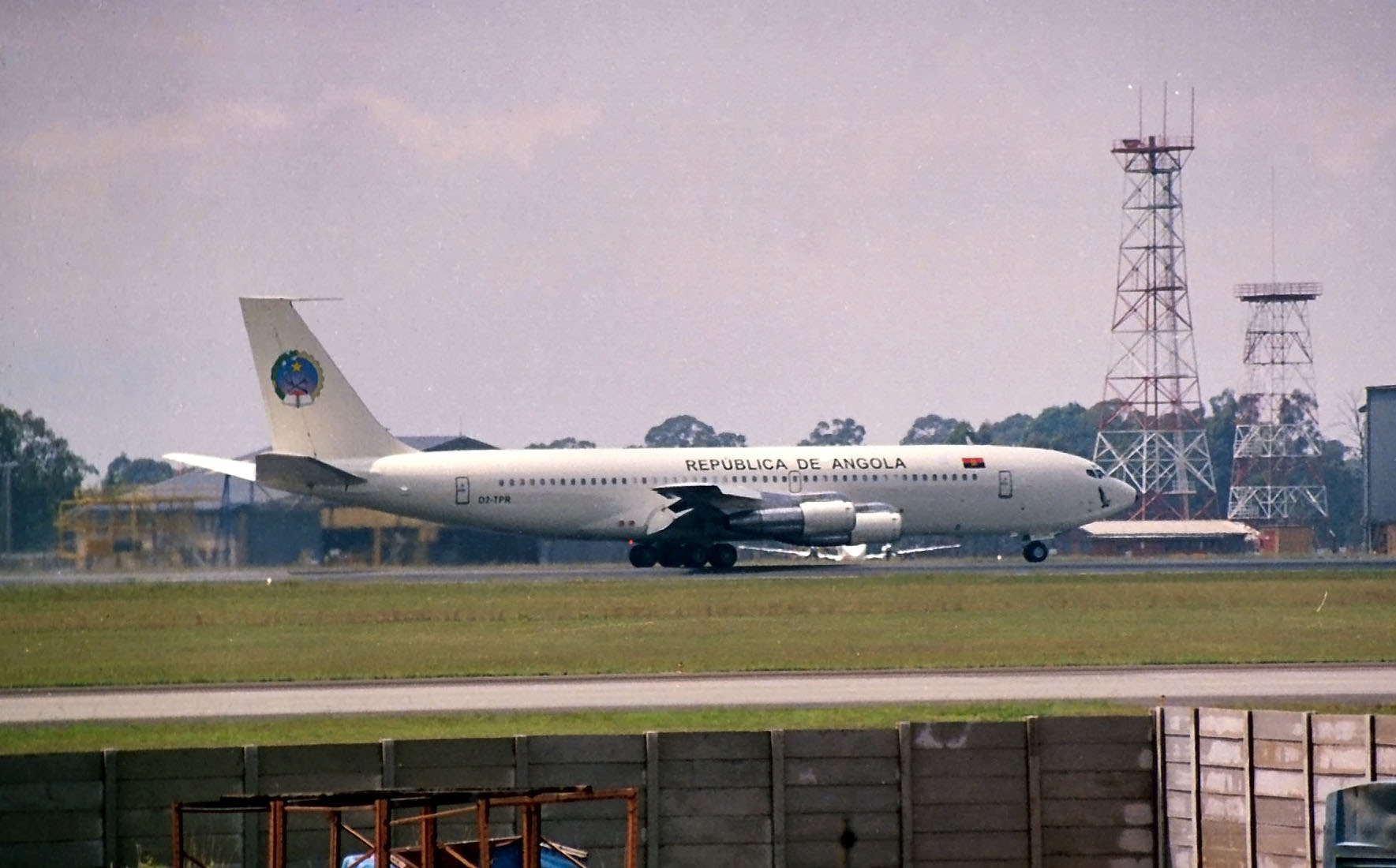
B707-3J6C

## Опознавательные знаки
| Опознавательный знак | Знак на фюзеляж | Знак на киль | Когда использовался            | Примечания                              |
| -------------------- | --------------- | ------------ | ------------------------------ | --------------------------------------- |
|                      | нет данных      |              | 1975 год                       |                                         |
|                      |                 |              | 1975—1980 года                 |                                         |
|                      |                 |              | С 1980 года по настоящее время | Знак на киль для транспортных самолётов |